# مونت فيرنون (واشنطن)
مونت فيرنون (بالإنجليزية: Mount Vernon)‏ هي إحدى مدن ولاية واشنطن في الولايات المتحدة الأمريكية. كان سكانها 31,743 في عام 2010. هي عاصمة مقاطعة شكاجيت ومعروفة بمهرجانها السنوي للزهور. مناخ مونت فيرنون متشابه بفرانسا الشمالية. انتخبت مونت فيرنون «أحسن مدينة صغيرة في أمريكا» عام 1998.

## التركيبة السكانية
قام مكتب تعداد الولايات المتحدة بتحديد بيانات التركيبة السكانية لمونت فيرنون في تعداد الولايات المتحدة. في ما يلي، التركيبة السكانية حسب تعدادي 2000 و2010.

### تعداد عام 2000
بلغ عدد سكان مونت فيرنون 26,232 نسمة بحسب تعداد عام 2000، وبلغ عدد الأسر 9,276 أسرة وعدد العائلات 6,205 عائلة مقيمة في المدينة. في حين سجلت الكثافة السكانية 2,360.6 نسمة لكل ميل مربع (911.4/كم2). وبلغ عدد الوحدات السكنية 9,686 وحدة بمتوسط كثافة قدره 871.6 نسمة لكل ميل مربع (336.5/كم2).
وتوزع التركيب العرقي للمدينة بنسبة 75.44% من البيض و 1.02% من الأمريكيين الأصليين و 2.58% من الأمريكيين ذوي الأصول الآسيوية و 0.15% من سكان جزر المحيط الهادئ و 0.73% من الأمريكيين الأفارقة و 17.13% من الأعراق الأخرى و 2.95% من عرقين مختلطين أو أكثر. فيما شكل الهسبانيون أو اللاتينيون من أي عرق نسبة 25.12% من السكان.
بلغ عدد الأسر 9,276 أسرة كانت نسبة 36.5% منها لديها أطفال تحت سن الثامنة عشر تعيش معهم، وبلغت نسبة الأزواج القاطنين مع بعضهم البعض 51.3% من أصل المجموع الكلي للأسر، ونسبة 11.4% من الأسر كان لديها معيلات من الإناث دون وجود شريك، وكانت نسبة 33.1% من غير العائلات. تألفت نسبة 26.1% من أصل جميع الأسر من أفراد ونسبة 10.9% كانوا يعيش معهم شخص وحيد يبلغ من العمر 65 عاماً فما فوق. وبلغ متوسط حجم الأسرة المعيشية 3.32، أما متوسط حجم العائلات فبلغ 2.75.
بلغ العمر الوسطي للسكان 31 عاماً. وكانت نسبة 11.9% بين الثامنة عشرة والأربعة وعشرين عاماً، ونسبة 29.0% كانت واقعةً في الفئة العمرية ما بين الخامسة والعشرين والأربعة وأربعين عاماً، ونسبة 17.6% كانت ما بين الخامسة والأربعين والرابعة والستين، ونسبة 12.5% كانت ضمن فئة الخامسة والستين عاماً فما فوق. يوجد لكل 100 أنثى 96.2 ذكر، ويوجد لكل 100 أنثى في الثامنة عشر من عمرها فما فوق 92.9 ذكر.

### تعداد عام 2010
بلغ عدد سكان مونت فيرنون 31,743 نسمة بحسب تعداد عام 2010، وبلغ عدد الأسر 11,342 أسرة وعدد العائلات 7,443 عائلة مقيمة في المدينة. في حين سجلت الكثافة السكانية 2,580.7 نسمة لكل ميل مربع (996.4/كم2). وبلغ عدد الوحدات السكنية 12,058 وحدة بمتوسط كثافة قدره 980.3 لكل ميل مربع (378.5/كم2).
وتوزع التركيب العرقي للمدينة بنسبة 72.8% من البيض و 1.6% من الأمريكيين الأصليين و 2.7% من الأمريكيين ذوي الأصول الآسيوية و 0.2% من سكان جزر المحيط الهادئ و 1.0% من الأمريكيين الأفارقة و 4.0% من عرقين مختلطين أو أكثر.
بلغ عدد الأسر 11,342 أسرة كانت نسبة 37.1% منها لديها أطفال تحت سن الثامنة عشر تعيش معهم، وبلغت نسبة الأزواج القاطنين مع بعضهم البعض 47.6% من أصل المجموع الكلي للأسر، ونسبة 12.2% من الأسر كان لديها معيلات من الإناث دون وجود شريك، بينما كانت نسبة 5.8% من الأسر لديها معيلون من الذكور دون وجود شريكة وكانت نسبة 34.4% من غير العائلات. وبلغ متوسط حجم الأسرة المعيشية 3.33، أما متوسط حجم العائلات فبلغ 2.74.
بلغ العمر الوسطي للسكان 32.3 عاماً. وكانت نسبة 28.2% من القاطنين تحت سن الثامنة عشر، وكانت نسبة 10.1% بين الثامنة عشرة والأربعة وعشرين عاماً، ونسبة 27.5% كانت واقعةً في الفئة العمرية ما بين الخامسة والعشرين والأربعة وأربعين عاماً، ونسبة 21.4% كانت ما بين الخامسة والأربعين والرابعة والستين، ونسبة 12.7% كانت ضمن فئة الخامسة والستين عاماً فما فوق. وتوزع التركيب الجنسي للسكان بنسبة 49.0% ذكور و51.0% إناث.

## تاريخها
استيطن جاسبر جيتس وجوسيف دويلي عام 1870 على ضوافي النهر سكاجيت حيث تقع مدينة مونت فيرنون الآن، وفيما بعد حضر هاريسون كلوثير إلى المدينة للتدريس في المدرسة وللمشاركة في الأعمال مع طالب سابق اسمه أي. جي. انجليش. وقد اعترفوا بمؤسسي المدينة وأهم رجال أعمالها. وأنشأ مكتب بريد شهر نوفمبر عام 1877 وعُيّن كلوثير مديره. أخذت المدينة اسم المزرعة والعزبة التابعتا لـجورج واشنطن.
وكان أول نشاط صناعي في مونت فيرنون المخيمات لـقطع الأشجار التي أشنئت لإخلاء الشجر من مقر المدينة. نشأت المدينة بسرعة في أعقاب وصول قاطعي الأشجار وأُنشئت الفنادق والخانات على النهر سكاجيت بجانب دكان إنجليش وكلوثير. ومع أنه كان في امكانية المدينة النمو فكان من الصعب النقل النهري والوصول إلى المدينة عبر النهر بسسب سد ضخم متكون من الأخشاب الطافية منع السفن الكبيرة من الوصول إلى الميناء النهري. واضطر حاملو البريد الملاحة في النهر باستخدام الزوارق الصغيرة إلى مدينة سكاجيت القيبة. وشجعت أنشطة التعدين المتمركزة في نهر روبي القريب النمو لفترة قصيرة عام 1880 واكتسبت المدينة فندقا جديدا ولكنه ما تم تحقيق الكثير بعد ذلك نظرا لعدم عمق أركزة المعادن. وأنشأت مخيمات إضافية خاصة لقطع الأشجار ولكنها ما ربحت نظرا للسعر المنخفض للأخشاب. وقد بلغ عدد السكان 75 نسمة بحلول عام 1881.
نمت المدينة بثبات خلال عقد الثمانينات في القرن 19. أُسس عام 1882 فندق «اولد فيلوز», وبعد هذا أنشئت عام 1884 «أخبار سكاجيت» وهي أول صحيفة في البلدة. وأنشئت كذلك أول كنيسة في نفس العام ولكنها ما تمتعت بمبنى ساكن حتى مرنر عدة السنين. رُسخ تاريخ مونت فيرنون لما أختيرت عاصمةَ لمقعاطعة سكاجيت عام 1884 وكذلك أخذت دور عاصمة المقاطعة من مدينة لا كونير التي تقع على بعد أميال قليلة. وبناية فندق الـ«أود فيلوز» الذي بني العام التالي خدمت احتياجات المقاطعة حتى بناء بناية ساكنة.

### السكة الحديدية والتطور في القرن 20
قد كسبت مونت فيرنون الثمار بمقرها المركزي من ناحية جاليات التعدين وقطع الأشجار والزراعة في المناطق الشرقية والوسطى للمقاطعة وسهولة الوصول منها إلى منطقة بوغيت ساوند. وقد انعدمت فقط خط السكة الحديدية للوصول إلى العالم الخارج، وخصوصا إلى المدن إيفيريت وسياتل وفانكوفر. وعُين مجلس خاص للتفاوضات مع شركات السكك الحديدية من حيث موقع خطوط القطار عام 1899, ونجحت جهودهم لما اتفقت شركة السكة الحديدية السكالية العظمى على أن تبنى خطا يعبر المدينة، وتم بناء الخط عام 1891. وحاولت المدينة أيضاً إلى إقناع شركة سياتل، ليك شور وأيستيرن للسكة الحديدية بالوصول إلى المدينة، مع أن هذا الجهد قد فشل بعد شراء الشركة على يد شركة باسيفيك الشمالية للسكة الحديدية وقرارها لبناء الخطوط شرق مونت فيرنون في مدينة سيدرو-والي عام 1896.